# Kop van Zuid
Kop van Zuid  è un quartiere della città olandese di Rotterdam situato nel distretto di Feijenoord. Sorge sulla riva meridionale della Nieuwe Maas, di fronte al centro.
Kop van Zuid è costruito su ex banchine abbandonate intorno ai porti di Binnenhaven, Entrepothaven, Rijnhaven, Spoorweghaven e Wilhelminapier. Queste banchine formano un imponente molo tra il centro della città e la parte meridionale di Rotterdam, su entrambe le rive della Nieuwe Maas.

## Storia
All'inizio degli anni '90, Riek Bakker e Teun Koolhaas hanno elaborato un piano generale. Nel corso degli anni questo piano si è trasformato in un piano di sviluppo urbano. Grazie alla realizzazione di importanti infrastrutture, come l'Erasmusbrug e la stazione della metropolitana Wilhelminaplein, è stato assicurato un collegamento diretto e rapido con il centro di Rotterdam. Negli anni successivi le aree industriali dismesse presenti sono state demolite e convertite in aree urbane (lungo il fiume) e residenziali (lungo pi porti interni). Alcuni edifici storici, come l'Hotel New York, sono stati conservati e hanno assunto una nuova funzione. Sono stati costruiti una serie di grattacieli tra i quali spicca il Maastoren, l'edificio più alto del Benelux.

## Edifici
- De Rotterdam (2013)
- Entrepotgebouw (1879)
- Poortgebouw (1879)
- Havana (2011)
- Hotel New York (1901)
- Erasmusbrug (1996)
- Wilhelminahof: Court and Tax (1997)
- Toren op Zuid (1999)
- Hogeschool Inholland (2000)
- De Peperklip (1981)
- World Port Center (2000)
- Luxor Theater (2001)
- Montevideo (2005)
- De Compagnie (2005)
- New Orleans (2010)
- Maastoren (2009)
- De Baltimore (2010)

## Infrastrutture e trasporti
Il quartiere è servito dalla stazione Wilhelminaplein delle linee D ed E della metropolitana di Rotterdam e dalle linee 12, 23 e 25 della rete tranviaria.